# Campodorus exiguus
Campodorus exiguus là một loài tò vò trong họ Ichneumonidae.